# Rose Gronon
Rose Gronon (Antwerpen, 16 april 1901 - aldaar, 16 september 1979) is het pseudoniem van de Vlaamse schrijfster Marthe Bellefroid.
Marthe Bellefroid studeerde aan de Middelbare Normaalschool te Brussel en gaf zelf enige tijd les aan de Stedelijke Normaalschool van haar geboortestad Antwerpen. Zij debuteerde in 1935 met een bundel novellen in het Frans, de taal waarin zij werd opgevoed, en die haar scheen voor te bestemmen voor een Franstalige schrijverscarrière. Na de Tweede Wereldoorlog verscheen dan ook haar eerste roman Le Livre d'Arndt. Op aandringen en onder invloed van Filip De Pillecyn begon zij in het Nederlands te publiceren onder een aan haar grootmoeder ontleend pseudoniem Rose Gronon, al schreef zij ook onder de naam Bella Wildert, een verwijzing naar het dorp Wildert waar zij gedurende 40 jaren verbleef en waar ze ook begraven is op haar verzoek. De omschakeling voltrok zich met de herwerking van haar romandebuut tot De Gyldelöve Saga.

## "De Ramkoning"
Haar meesterwerk is de roman De ramkoning (1962), waarin de hoofdfiguur Klytaimnestra is, de koningin van Mycene, die met gemengde gevoelens wacht op de thuiskomst van haar man Agamemnon. Tijdens diens tienjarige oorlog tegen Troje heeft ze van Mycene (opnieuw) een matriarchale maatschappij gemaakt. Tot de eredienst van de Moeder hoort ook het ritueel van de "ramkoning": die mag één jaar aan de zijde van de koningin regeren, om dan volgens een oeroud ritueel te worden geslachtofferd.
Klytaimnestra leeft met de nieuwe ramkoning Aigist (= Aigisthos), en besluit zelf koningin van Mycene te blijven. Ze is Agamemnon beginnen haten voor zijn ontrouw, zijn lange afwezigheid, en vooral voor het feit dat hij vóór zijn vertrek naar Troje hun dochter Iphigeneia aan de goden offerde. Als hij aangereden komt met de zwangere Kassandra, zijn "oorlogsbuit", wreekt Klytaimnestra zich: ze doodt hem in bad, en sluit Kassandra mee op in zijn graf.
Gronon heeft de homerische sagenwereld gebruikt om een roman te schrijven over haar eigen verzet tegen de heersende mannenmaatschappij: eigenlijk is Klytaimnestra de vrouw die zij zelf had willen zijn, een vrouw met een sterke persoonlijkheid, die moedig haar eigen lot in handen neemt. De zelfbevestiging tegenover de echtgenoot loopt over in de vernietiging van de vaderfiguur, die zijn dochter, en daarmee ook haar, diep vernederd heeft. Hoewel Rose Gronon gebruikmaakt van moderne romantechnieken is haar roman doordrongen van de Griekse oudheid.